# 파르살루스 전투
파르살루스 전투는 기원전 48년 8월 9일 그리스 테살리아 지방의 파르살루스 평원에서 벌어진 카이사르파와 폼페이우스파 간의 전투이다. 로마 공화정 말기 카이사르의 내전의 일부로 카이사르는 이 전투에서 완벽하게 승리함으로써 내전의 주도권을 잡았고 폼페이우스파는 결국 괴멸하게 되었다.

## 전투전의 상황
기원전 48년 7월 6일 카이사르는 3개월에 걸친 디라키움 공방전에서 패하고 그리스 중부의 테살리아로 급히 퇴각했다. 카이사르는 도미티우스와 합류하여 테살리아의 도시인 곤피스를 함락시키고 이어 메트로폴리스에 무혈입성했다. 이에 테살리아의 대부분의 도시가 카이사르편으로 돌아섰다. 폼페이우스도 곧 테살리아에 도착하여 메텔루스 스키피오의 시리아 군단과 합류했다.
추격해오는 폼페이우스에 비하여 카이사르는 병력에 열세였지만 대부분의 병사들이 갈리아 전쟁에서부터 카이사르를 따르던 역전의 용사들이었고 디라키움의 패배에도 총사령관 카이사르에 대한 믿음을 버리지 않고 있어서 사기가 높았다. 카이사르는 테살리아로 퇴각하여 디라키움에서 움직이지 않던 폼페이우스를 끌어 낼 수 있었고 양군은 파르살루스에서 진영을 폈다.

## 전투의 경과

### 전투 진형의 포진
전투전의 양군의 병력상황은 다음과 같다.
|                 | 폼페이우스 진영 | 카이사르 진영 |
| 중무장보병      | 47,000          | 22,000        |
| (대대병력 환산) | (110)           | (80)          |
| 기병            | 7,000           | 1,000         |

카이사르군은 숫자가 폼페이우스군에 비해 월등히 적었으나 질적으로는 우수했다. 그리고 폼페이우스에게는 군사 경험이 많은 루키우스 아프라니우스, 마르쿠스 페트레이우스, 티투스 라비에누스와 같은 뛰어난 참모진이 있었던 반면 카이사르 휘하 참모들은 대부분 군사 경험이 부족한 젊은 장교들이었다. 그러나 백인대장과 같은 중견급 지휘관은 카이사르군이 폼페이우스군에 비해 월등히 우수했다.
폼페이우스는 기병 7,000을 모두 좌익 맨끝에 배치했고 그 지휘를 카이사르의 부하였던 티투스 라비에누스에게 맡겼고 보병은 맨 오른쪽부터 루키우스 아프라니우스가 이끄는 히스파니아 용병, 중앙에는 메텔루스 스키피오가 이끄는 시리아 군단을 포진시켰고, 좌익에는 자신의 옛부하를 배치하여 아헤노바르부스가 지휘하게 했다. 폼페이우스 자신은 기병 우측에 포진했다. 적보다 우수한 기병의 숫자를 이용해서 적의 배후로 침입해 들어가는 전통적 "포위섬멸전" 진영을 짠 것이다.
이에 대해 카이사르는 자신의 맨오른쪽 끝에 기병을 모두 배치하고 좌익에는 마르쿠스 안토니우스가 이끄는 제8군단과 제9군단을, 중앙에는 도미티우스 칼비누스가 이끄는 제11군단을, 그리고 우익에는 술라의 조카인 푸블리우스 술라가 이끄는 제10군단과 제12군단을 배치했고 카이사르 자신은 우익 뒷편에 포진했다. 그리고 특별히 훈련된 고참병력 2,000명을 따로 편성해 오른쪽 자신의 진영 바로 앞에 포진시켰다. 이는 우수한 적 기병의 기동력을 줄이고 포위하기 위해 카이사르가 특별히 고안한 부대로 특별히 우수한 고참 병사들로 구성하고 며칠동안의 연습으로 그 전력을 강화했다.

### 전투의 전개
기원전 48년 8월 9일 전투 당일 카이사르는 좀 더 유리한 진영에서 적군을 상대하기 위해 진영을 물렸고 바로 선제공격에 나섰다. 폼페이우스는 부하인 트리아리우스가 제안한 작전에 따라 자신의 중무장 보병을 출동시키지 않았다. 이로 인해 카이사르의 중무장 보병이 두배의 거리를 달려오게 하여 지치게하고 그들의 전열을 흩어놓아 전투하기에 불리한 상황으로 만들기 위한 심산이었다. 그러나 주력이 고참병인 카이사르의 군단병들은 전투 경험에 따라 폼페이우스의 계략을 간파했다. 카이사르의 고참병들은 도중에 진격을 멈추고 호흡과 전열을 가다듬고 다시 돌격하였다. 폼페이우스의 중장보병은 그럭저럭 카이사르 보병의 공격을 잘 견뎌내었다. 곧 출동된 폼페이우스 기병 7,000은 배후로 돌아 들어가기 위해 치고 나왔다. 카이사르의 기병은 옆으로 피하는 척하면서 적의 기병에게 길을 열었고 그 앞을 창을 꼬나쥔 카이사르의 고참병으로 이루어진 제4열의 2,000명의 병력이 막아섰다. 카이사르의 기병도 그들의 배후를 포위하였고 카이사르군의 배후로 돌아가려던 기병은 그 자리에서 막혀서 고립되어 무력화되었다. 이로써 폼페이우스가 세웠던 전술 즉, 적의 배후로 돌아들어가 포위하는 전형적인 포위섬멸전의 전술은 막히고 말았다.
카이사르의 최정예 보병들은 오른쪽 진영부터 차츰 적의 배후로 돌아 들어갔고 카이사르는 처음 적진으로 돌격할 때 일부러 뒤에 남겨 놓아 힘을 비축해 놓았던 예비병력까지 전력에 가담하게 했다. 폼페이우스군은 처음에는 잘 막아냈으나 시간이 갈수록 진형이 무너지고 말았다. 폼페이우스는 진영이 돌파당하자 급히 말을 타고 라리사로 도망쳤고 폼페이우스군은 무참히 무너졌다. 가까운 언덕으로 도망친 폼페이우스의 패잔병들은 카이사르의 포위공격에 모두 투항했다.

## 전투 결과
카이사르와 폼페이우스의 내전에서 가장 중요한 결전, 테살리아의 한 평원에서 일어난 파르살루스 전투의 결과는 카이사르의 압승이었다. 카이사르 쪽의 전사자는 200명뿐이었으나 폼페이우스 쪽은 15,000명 또는 6,000명이 전사하고 뒤에 남아있던 24,000명이 포로가 되었다. 폼페이우스군의 지휘관 전사자는 폼페이우스군 좌익 사령관이고 카이사르 기병에게 최후를 맞은 아헤노바르부스가 있었고, 마르쿠스 테렌티우스 바로는 카이사르에게 투항했다. 그러나 라비에누스, 메텔루스 스키피오, 아프라니우스, 페트레이우스를 비롯한 폼페이우스의 대부분의 장군들은 도망치는 데 성공했고 키케로와 카토는 디라키움에 남아있었다. 반면 마르쿠스 브루투스나 카시우스 롱기누스 등은 파르살루스 전투 이후에 카이사르에게 항복했고 그들은 훗날 카이사르 암살의 주모자가 되었다. 한편 폼페이우스의 근거지였던 동방일대는 일제히 카이사르에게 돌아섰다. 따라서 폼페이우스는 자신의 세력권인 시리아에서 재기할 수 없었다.
폼페이우스는 카이사르의 추격을 받으며 그리스를 횡단하여 동맹국인 이집트로 도망쳤고 에게해를 거쳐 알렉산드리아로 피신했고 거기서 배신당해 죽고 말았다. 이로써 카이사르는 로마의 유일한 권력자가 되는 데 성공했다.

## 참고 자료
- 카이사르의 내전기 Julius Caesar, Commentarii de Bello Civili

## 같이 보기
- 율리우스 카이사르